# 1565 Lemaître
1565 Lemaître è un asteroide della fascia principale. Scoperto nel 1948, presenta un'orbita caratterizzata da un semiasse maggiore pari a 2,3928491 au e da un'eccentricità di 0,3480263, inclinata di 21,49604° rispetto all'eclittica.
L'asteroide è dedicato all'astronomo belga Georges Lemaître.